# Bujanovac
Bujanovac (izvirno srbsko Бујановац) je naselje v Srbiji, ki je središče istoimenske občine; slednja pa je del Pčinjskega upravnega okraja.

## Demografija
V naselju, katerega izvirno (srbsko-cirilično) ime je Бујановац, živi 8137 polnoletnih prebivalcev, pri čemer je njihova povprečna starost 31,5 let (30,6 pri moških in 32,4 pri ženskah). Naselje ima 2628 gospodinjstev, pri čemer je povprečno število članov na gospodinjstvo 4,57.
Prebivalstvo je zelo nehomogeno, a v času zadnjih 2 popisov je opazen upad števila prebivalcev.
|  |

| Demografija | Demografija     | Demografija     |
| Leto        | Št. prebivalcev | Št. prebivalcev |
| ----------- | --------------- | --------------- |
|             |                 |                 |
|             |                 |                 |
|             |                 |                 |
|             |                 |                 |
| 1948        | 3177            |                 |
| 1953        | 3681            |                 |
| 1961        | 4603            |                 |
| 1971        | 7524            |                 |
| 1981        | 11789           |                 |
| 1991        | 17050           | 16647           |
| 2002        | 14613           | 12011           |
|             |                 |                 |

| Etnična sestava po popisu iz leta 2002 | Etnična sestava po popisu iz leta 2002 | Etnična sestava po popisu iz leta 2002 | Etnična sestava po popisu iz leta 2002 | Etnična sestava po popisu iz leta 2002 |
| -------------------------------------- | -------------------------------------- | -------------------------------------- | -------------------------------------- | -------------------------------------- |
| Srbi                                   | Srbi                                   |                                        | 4.329                                  | 36,04%                                 |
| Romi                                   | Romi                                   |                                        | 3.859                                  | 32,12%                                 |
| Albanci                                | Albanci                                |                                        | 3.590                                  | 29,88%                                 |
| Bolgari                                | Bolgari                                |                                        | 27                                     | 0,22%                                  |
| Makedonci                              | Makedonci                              |                                        | 23                                     | 0,19%                                  |
| Goranci                                | Goranci                                |                                        | 10                                     | 0,08%                                  |
| Črnogorci                              | Črnogorci                              |                                        | 6                                      | 0,04%                                  |
| Muslimani                              | Muslimani                              |                                        | 4                                      | 0,03%                                  |
| Bošnjaki                               | Bošnjaki                               |                                        | 3                                      | 0,02%                                  |
| Hrvati                                 | Hrvati                                 |                                        | 2                                      | 0,01%                                  |
| Slovenci                               | Slovenci                               |                                        | 2                                      | 0,01%                                  |
| Jugoslovani                            | Jugoslovani                            |                                        | 1                                      | 0,00%                                  |
| Neznano                                | Neznano                                |                                        | 90                                     | 0,74%                                  |